# Fleutiauxia
Fleutiauxia is een geslacht van kevers uit de familie bladkevers (Chrysomelidae).
De wetenschappelijke naam van het geslacht werd in 1933 gepubliceerd door Laboissiere.

## Soorten
- Fleutiauxia armata (Baly, 1874)
- Fleutiauxia bicavifrons (Gressitt & Kimoto, 1963)
- Fleutiauxia cyanipennis Laboissiere, 1933
- Fleutiauxia flavida Yang, 1993
- Fleutiauxia fuscialata Yang, 1993
- Fleutiauxia glossophylla Yang in Li, Zhang & Xiang, 1997
- Fleutiauxia mutifrons (Gressitt & Kimoto, 1963)
- Fleutiauxia rufipennis Yang, 1993
- Fleutiauxia septentrionalis (Weise, 1922)
- Fleutiauxia violaceipennis Kimoto, 1989
- Fleutiauxia yuae (Yang, 1993)